# Resistance 3
Resistance 3 — вышедший в 2011 году научно-фантастический шутер от первого лица для платформы Playstation 3, разработкой которого занималась Insomniac Games, а изданием Sony Computer Entertainment. Игра стала третьей частью серии и продолжением самой успешно-продаваемой игры из стартовой линейки Playstation 3 Resistance: Fall of Man и первого сиквела Resistance 2.

## Сюжет
Август 1957, Америка потеряна. 90 % населения Земли убиты или превращены в химер. Джозеф Капелли, бывший солдат американской армии, который боролся с угрозой Химер, был уволен с позором из военных подразделений У. С. И. П. (англ. S.R.P.A. — Special Research Projects Administration, рус. Управление Специальных Исследовательских Проектов) за убийство Нейтана Хейла, протагониста предыдущих 2 игр. С последовавшим расформированием У. С. И. П. человечество потеряло последнюю надежду отвоевать планету у захватчиков. Джозеф бросил борьбу с инопланетной угрозой, зажил обычной жизнью. Он женился на женщине по имени Сьюзан Фарли, сводной сестре Нейтана, после чего она родила ему ребёнка, он осел в небольшом городе Хейвен, штат Оклахома, с группой выживших из партизанского движения «Только Свобода». Остатки людей вынуждены жить буквально в норах под землей.
Нейтан Хейл 4 года назад ядерным взрывом смог лишь ненадолго отсрочить планы Химер. Федор Маликов, учёный-куратор программы «Часовые» (англ. Sentinels Program) и проекта «Абрахам» (англ. Project Abraham), явился в Хейвен к Джозефу за помощью. Он утверждает что взрывом 4 года назад, Нейтан Хейл пустил цепную реакцию по башням Химер - энергия от этой реакции начала накапливаться в башне терраформера, в Нью-Йорке. Химеры начали использовать накопленную энергию для открытия пространственно-временной дыры. Её предназначение неизвестно, но результат ясен: эта дыра постепенно охлаждает планету и следующую зиму уже никто не переживет. Доктор утверждает, что может отключить эту установку, но просит Джозефа защитить его по пути туда. Тем временем через город проходил карательный отряд Химер, людей обнаруживают и начинается бойня. В конечном итоге люди вынуждены спасаться бегством через катакомбы, через несколько минут терраформер Химер стирает крио-ударом с орбиты весь город. Не имея выбора, Джозеф отправляется вместе с Маликовым в Нью-Йорк.
Маликов убеждает, что передвигаться по воде безопаснее, поэтому учёный и Джозеф угоняют брошенный баркас, по которому плывут по Миссисипи. Через некоторое время, путники встречают Голиафа, который начинает их преследовать. Только оторвавшись, на героев нападает второй Голиаф и уничтожает лодку.
Маликова и Джозефа выбрасывает к Сент-Луису, где Капелли находит группу людей, называющих себя «Выжившие». Управляет ими офицер Чарли Тэйт (на самом деле, подделавший документы в Ганновере). «Выжившие" чуть не потеряли самолет, и Чарли соглашается довести Маликова и Джо до Нью-Йорка, при условии, что последний поможет добыть энергоблок с химерского десантного корабля. Джозеф соглашается.
«Выжившие» сбивают корабль, но тут же появляются химеры, убивающие двоих из отряда Чарли. Тэйт приказывает оставшимся бежать, а сам с Капелли бежит к убежищу. В это время в городе разворачивается новая битва: химеры-гибриды, подчинённые Разуму Улья, нападают на диких мутантов, сопротивляющихся коллективному разуму. Благодаря этому, Чарли и Джо добираются до подъемника, везущего их к убежищу "Выживших". На кабинку нападает Смертоносец, роняя вниз энергоблок, из-за чего Джо вынужден спрыгнуть вниз и отбить у жука-мутанта этот аккумулятор.
Самолет исправен, и Чарли с Эллисом (пилот «Выживших») летят в Нью-Йорк. На самолет в районе штата Пенсильвания нападает десантный корабль, в результате Джозеф падает на землю, а Чарли и Эллис сбрасывают корабль с хвоста. Перед тем как упасть, Джозеф просит Чарли проведать Сьюзен и Джека. Маликов хочет остаться с Джозефом, и «Выжившие» высаживают его на мост.
За Джо начинает охотиться десантный корабль, который бывший Страж сбивает на мосту. За битвой тем временем наблюдала Джин Роуз, староста шахтёрского посёлка Маунт-Плезант. Путники просят её помочь с транспортом на восток, до Нью-Йорка. Джин говорит, что есть поезд, однако сломанный, а единственный, кто мог бы его починить - это Джонатан, её муж и местный священник, который ушёл к шахтам убить местную гигантскую химеру по прозвищу «Сатана».
Джозеф находит Джонатана у входа в шахты, однако последний наотрез отказывается вернуться в посёлок, пока не убьёт это чудовище. Но они оба спускаются в шахты Пенсильвании. В результате небольшой битвы, Джонатан тяжело ранен. Джозеф, используя баллоны с ацетиленом, убивает Сатану.
На поезде, починенном Роузом, Маликов и Джозеф отправляются в Нью-Йорк. Пока они обсуждают план того, как попасть в башню, они слышат вопли о помощи. Человек бежит от группы бандитов, которые его жестко убивают, а затем преследуют и поезд. Некоторое время спустя Маликов и Джозеф наблюдают стаю Смертоносцев. Они же атакуют бандитов, а вместе с ними и поезд...
Джозеф приходит в себя, с зажатыми ногами колесами от поезда. Его готовится убить один из бандитов, однако вовремя подоспевает Маликов. Неожиданно на учёного нападает предводитель банды. Джозеф может только смотреть на то, как головорез отрубает старику голову. Со словами «Ну что, малыш, теперь ты доволен?», он вырубает Джозефа.
Джозеф оказывается в тюрьме Грейтерфорд, штат Пенсильвания. Он приходит в себя на арене. Убийца Маликова, которого зовут Мик Катлер, дает кувалду Джозефу и скидывает на арену вместе с ним одного из жителей. Джозеф вынужден, подобно гладиатору, отбиваться от выпущенных на арену бестий. Когда мутанты заканчиваются, Мик посылает своих головорезов убить Джо, но тот расправляется и с ними. Мик вынужден признать Джозефа как хорошего бойца, поэтому вырубает его взрывом пуль со своего табельного пистолета.
Джо приходит в себя в тюремной камере. К нему подходит «дружок» Мика - Герберт, изучавший дневники Маликова. Он делится с Джо своим планом побега...
Один из заключенных, Дик, когда химеры только вторглись в Америку, смог выйти из камеры, взломав замки. Дик освободил одних заключенных, те - других. Среди них был и Мик Катлер. Он и Герберт расставили по всей территории тюрьмы химерских дронов, передающих сигналы "все чисто" всем патрулям. Постепенно Дик склоняется к мысли убить Мика, его дальнейшая судьба неизвестна. В тюрьме можно найти его письма маме, где он делится событиями, происходившими в тюрьме.
Джо успешно отключает трех дронов, и химеры начинают проверку, переросшую в атаку на тюрьму. Однако четвёртый Джозефу мешает отключить сам Мик. В итоге, Джозеф убивает его выстрелом из Магнума и отключает четвёртого дрона. Удается бежать Джозефу и Герберту с несколькими заключенными.
Джозеф пешком доходит до Нью-Йорка, оставив сообщение жене по радиостанции, после чего пробивается через город, кишащий как дикими, так и боевыми химерами. Почти добравшись до башни, Джо сталкивается с упорным сопротивлением химер, после его контузит выстрелом Голиафа. Лежа на земле, он замечает самолет с Чарли и Эллисом. Им удается взять с собой Джозефа и улететь прочь. Чарли рассказывает, что он и Сьюзен услышали Джозефа по радио, и то, что в башню невозможно пробраться. Джозеф тут же порождает идею - обрушить ближайший химерский терраформер на башню. Чарли соглашается, однако, встретив огонь, они высаживают Джо на одной из платформ терраформера, а сами улетают, чтобы найти удобную площадку для посадки.
Джозеф встречает Чарли внутри терраформера. Чарли делится с мыслью, что такая штука должна потреблять много энергии, поэтому, если вывести источник энергии, то можно обрушить терраформер прямо на башню. Чарли с Джо идут по проводам, по пути отбивая атаки химер. Вскоре, Джо и Чарли разделяются по воле обстоятельств. Чарли идёт к Эллису, а Джо поднимается на платформе к ядру терраформера.
Когда ядро уничтожено, Джо пытается покинуть терраформер, однако ему мешает Увалень. Терраформер разваливается и Джозеф падает вниз. Тем временем Чарли и Эллис подбирают Джо прямо в воздухе и спешно покидают терраформер. Тот падает на башню, уничтожая её.
В финальной сцене нам показывают, что погода в восточной половине Америки начала приходить в норму, а также Джозефа, воссоединившегося с семьей.

## Игровой процесс
В основном игровая механика будет позаимствована из предыдущей части, но с некоторыми изменениями. Оружейное колесо из первой части будет возвращено после изъятия из Resistance 2. Появятся новые объекты окружающего мира, такие как химерские растения, взрывающиеся если в них выстрелить. В игре будут присутствовать как старые, так и новые виды оружия; вернутся такие оружия как Bullseye, Magnum, Shotgun, Auger и Carbine, а новым станет Mutator стреляющий биологическим дымом, приводящим к взрыву врагов нанося урон, наряду с новым типом гранат в форме банки с едой, начинённой гвоздями. Все оружия могут быть усовершенствованы, а также становятся мощнее при постоянном использовании. В связи с необходимостью выживать, в Resistance 3 люди также вынуждены конструировать оружие из всего, что попадается под руку (как, например, гранаты из банок, начинённые гвоздями). А также появились новые типы оружия химер. Такое как винтовка, стреляющая струей жидкого азота, снайперская винтовка с подствольным модулем, стреляющим зарядом плазмы, атомайзер — винтовка с киберэлектрическими зарядами, с подствольной мини чёрной дырой, затягивающей противников в себя и расщепляя их.

### Многопользовательский режим
Сетевые соревновательные режимы фокусируются на организованности, и меньше завязаны на группе, чем в Resistance 2. Присутствует кооперативный режим, где игроки могут объединиться в команду для прохождения сюжетной кампании через интернет, или в режиме разделения экрана. Из подкаста портала Gameinformer стало известно, что в третьей части не будет кооперативного прохождения на 8 человек, как в Resistance 2. Карты многопользовательского режима взяты из разных уголков мира: например Форт Лэми в Республике Чад, Африка. Некоторые из этих карт не встречаются во время прохождения кампании.

## Разработка
В 2009 году рекламный щит с названием игры был замечен в месте, в котором должен был сниматься «Инопланетное вторжение: Битва за Лос-Анджелес», фильм производства Columbia Pictures (дочерняя компания Sony), выходящий в начале 2011 года. Несмотря на это ни Sony, ни Insomniac Games не дали комментариев по этому поводу. Insomniac сообщили 25 мая 2010, что кроме работы над новым мультиплатформенным проектом, они также будут разрабатывать игры эксклюзивно для PlayStation 3. Resistance 3 была анонсирована 17 августа 2010 вместе с трейлером на пресс-конференции Sony, на выставке Gamescom 2010 в Кёльне, Германия. 28 сентября 2010, в сеть попали концепт-арт и скриншоты нескольких вариантов химер и двух неизвестных человеческих персонажей (позднее обозначенных в ноябрьской статье Game Informer как Джозеф Капелли и Сьюзан Фарли). Подлинность изображений в Insomniac не прокомментировали. Первое видео, со вставками игрового процесса, а также демонстрирующее некоторое оружие и врагов, было представлено на Spike Video Game Awards.

## Отзывы
| Сводный рейтинг       | Сводный рейтинг       |
| Агрегатор             | Оценка                |
| --------------------- | --------------------- |
| GameRankings          | 84,30 %               |
| Иноязычные издания    |                       |
| Издание               | Оценка                |
| IGN                   | 9/10, Editor’s Choise |
| Русскоязычные издания |                       |
| Издание               | Оценка                |
| PlayGround.ru         | 8,4/10                |